# AB (przedsiębiorstwo)
AB SA – polski dystrybutor IT i elektroniki użytkowej z siedzibą w podwrocławskich Magnicach, którego historia sięga roku 1990. Od 2006 r. AB SA jest notowana na Giełdzie Papierów Wartościowych w Warszawie. Zajmuje się dystrybucją IT, elektroniki użytkowej, AGD i RTV oraz zabawek.

## Historia
Historia Grupy AB sięga roku 1990, kiedy powstała firma AB jako jednoosobowa spółka. Wśród młodych przedsiębiorców, w nowym porządku gospodarczym, znalazł się Andrzej Przybyło, obecnie Prezes Zarządu AB SA, który stworzył od tamtego czasu firmę z branży dystrybucji IT.
W 1994 roku, firma AB stworzyła sieć oddziałów między innymi we Wrocławiu, Warszawie, Łodzi, Katowicach, Szczecinie, Gdańsku, Poznaniu i Krakowie.
Przekształcenie AB w spółkę akcyjną nastąpiło we wrześniu 1998 roku, kiedy to znaczącym akcjonariuszem AB SA stał się fundusz private equity Enterprise Investors.
W 2000 roku spółka uruchomiła AB Online, jeden z pierwszych serwisów internetowych dystrybucji IT, obejmujący od początku pełną integrację z systemem ERP (w zakresie sprzedaży, serwisu, logistyki). Wdrożenie systemu ERP połączone było z integracją on-line oddziałów z centrum logistycznym we Wrocławiu.
Na warszawskiej giełdzie papierów wartościowych spółka AB zadebiutowała 21 września 2006. Rok później nastąpiło przejęcie holdingu AT Computers, prowadzącego działalność w Czechach i na Słowacji.
W latach 2008/2009 roku wrocławskie Centrum Dystrybucyjne zostało zmodernizowane w oparciu o najnowocześniejsze rozwiązania z zakresu techniki magazynowej.
W 2013 roku Grupa Kapitałowa AB przejęła markę Optimus, a także – już spoza branży IT – spółkę Rekman, która zajmuje się dystrybucją zabawek w Polsce. W maju 2015 roku zakończyła się natomiast budowa centrum dystrybucyjnego w Magnicach koło Wrocławia. Wartość tej inwestycji wyniosła ponad 120 mln zł. Centrum Dystrybucyjne AB to system obejmujący magazyn, strefę dostaw, strefę wysyłek oraz automatykę magazynową. W magazynie znajduje się 16 km półek, a transport odbywa się po ponad 5 km przenośników rolkowych. Automatyka magazynowa to m.in. sorter o przepustowości 8 tys. pojemników na godzinę. W jej skład wchodzi też czteropoziomowa antresola z systemami przenośnikowymi, liniami automatycznego pakowania kartonów i kompletacji zamówień.
W ramach dotacji ze środków UE firma otrzymała 24 mln zł. W styczniu 2016 roku firma zmieniła siedzibę, przenosząc również biura z wcześniejszego głównego centrum logistycznego we Wrocławiu do obecnego głównego centrum dystrybucyjnego w Magnicach.

## Działalność
Grupa AB jako jedyny polski podmiot znajduje się w gronie 10 największych dystrybutorów IT i dostawców rozwiązań e-commerce w Europie. Grupa AB prowadzi także działalność operacyjną w Polsce, Czechach i na Słowacji, oferując blisko 100 tys. produktów.
Grupa AB zarządza własnymi markami TB, Optimus i Triline oraz własnymi sieciami franczyzowymi Alsen (Polska), Comfor (Czechy i Słowacja), Premio (Czechy) i Triline (Czechy), a także Optimus (integratorzy – Polska), Kakto (AGD/RTV – Polska) i Digimax (rozwiązania mobilne i smart home – Czechy i Słowacja). Z 1,6 tys. punktów sprzedaży to największa sieć franczyzowa w regionie CEE.
W roku finansowym 2016/2017 (zakończył się 30 czerwca) na wymagającym rynku zwiększyła przychody o 725 mln PLN (10%), do prawie 8,3 mld PLN, wypracowując 116 mln PLN wyniku EBITDA (+3% rdr) i 68 mln zł zysku netto (+5% rdr). W samym czwartym kwartale roku finansowego 2016/2017 (II kw. roku kalendarzowego 2017) Grupa AB wypracowała blisko 2 mld PLN przychodów, generując ponad 23 mln PLN marży na poziomie EBITDA i blisko 13 mln PLN wyniku netto.
W dorocznym zestawieniu dziennika Rzeczpospolita „Lista 500” Grupa AB plasuje się na 38. pozycji wśród firm o największych przychodach w Polsce oraz jest numerem 2 w rankingu firm z segmentu informatycznego.
Od 2009 roku Andrzej Przybyło, założyciel i prezes zarządu AB S.A., reprezentuje spółkę AB w „Global Technology Distribution Council” – organizacji skupiającej największych światowych dystrybutorów nowoczesnych technologii. W 2011 r. AB zostało zaproszono przez Microsoft jako jedna z 18 firm z całego świata do członkostwa w gremium doradczym „DPAC”. DPAC to forum wymiany doświadczeń, wiedzy pomiędzy firmą Microsoft a członkami na temat rozwoju w przyszłości dystrybucji IT, software-u, cloud solutions etc.

### Struktura
W skład Grupy Kapitałowej AB SA wchodzi AB SA jako podmiot dominujący, do którego należy 6 spółek zależnych, a łącznie Grupa Kapitałowa AB SA obejmuje 12 podmiotów. Największą spółką zależną AB SA jest AT Computer Holding a.s., która posiada 5 spółek zależnych i prowadzi działalność na terenie Czech oraz Słowacji. Wśród spółek zależnych AB SA w Polsce znajdują się Alsen sp. z o.o. oraz Alsen Marketing Sp. z o.o., które związane z ogólnopolską siecią franczyzową sklepów detalicznych Alsen. Spółkami zależnymi AB SA są również Optimus sp. z o.o. (AB SA przejęła tę znaną markę w 2013 roku) oraz Rekman sp. z o.o., przejęty w 2013 roku dystrybutor zabawek, który pretenduje do miana rynkowego lidera w swoim segmencie.

## Akcjonariat
| Akcjonariat*                | liczba akcji | % akcji | liczba głosów | % głosów |
| Andrzej Przybyło            | 1 316 200    | 8.13%   | 2 629 200     | 15.02%   |
| Iwona Przybyło              | 1 749 052    | 10.80%  | 1 749 052     | 9.99%    |
| Aviva OFE Aviva BZ WBK      | 2 118 514    | 13.09%  | 2 118 514     | 12.11%   |
| Aviva Investors Poland S.A. | 1 002 723    | 6.19%   | 1 002 723     | 5.73%    |
| Nationale-Nederlanden OFE   | 2 291 911    | 14.16%  | 2 291 911     | 13.10%   |
| PKO BP Bankowy OFE          | 931 014      | 5.75%   | 931 014       | 5.32%    |
| Pozostali                   | 6 778 230    | 41.88%  | 6 778 230     | 38.73%   |
| Ogółem                      | 16 187 644   | 100.00% | 17 500 644    |          |

*Na dzień 30.06.2016 r.

## Wyróżnienia
W 2016 roku Grupa AB została nagrodzona trzema tytułami „Dystrybutora broadlinerowego Roku 2015” przez światową organizację badawczą CONTEXT. Wyróżnienia przyznano w Polsce, Czechach i na Słowacji. Ta sama organizacja badawcza przyznała rok wcześniej tytuł „Dystrybutora Roku 2014 w Polsce” dla AB S.A. oraz tytuł „Dystrybutora Roku 2014 na rynku czeskim” dla AT Computers.
Głosami czytelników magazynu CRN Polska spółka AB została wyróżniona tytułem „Dystrybutora Roku 2015”.
W tym samym plebiscycie kolejne wyróżnienie trafiło do rąk Andrzeja Przybyło, który został wybrany „Postacią Rynku IT”. Z kolei Patrycja Gawarecka, dyrektor marketingu i sprzedaży AB, zebrała najwięcej głosów – jako „Szef kanału partnerskiego” – wśród osób odpowiedzialnych za współpracę z resellerami w firmach dystrybucyjnych.
W styczniu 2016 roku. Andrzej Przybyło otrzymał Nagrodę Pracodawców RP „Wektor 2015” za „stworzenie największej w regionie Europy Środkowo-Wschodniej firmy dystrybucyjnej i jej sukces finansowy”. Wcześniej w 2011 roku Andrzej Przybyło został wybrany przez EY Przedsiębiorcą Roku (EY Enterpreneur Of The Year). Nagroda przyznana została „za połączenie kompetencji, hartu ducha i pasji oraz za trud włożony w stworzenie firmy będącej dziś największym dystrybutorem IT i elektroniki użytkowej w regionie, a także strategicznym partnerem dystrybucyjnym kluczowych światowych producentów sprzętu i oprogramowania komputerowego”.
W październiku 2016 r. Grupa AB została uhonorowana tytułem „Perła polskiej gospodarki” magazynu Polish Market (za stronę merytoryczną konkursu odpowiadał Instytut Ekonometrii Szkoły Głównej Handlowej w Warszawie), a także nagrodą Microsoftu „2016 – Partner of the Year – Distributor”. Grupa AB została wyróżniona za największy wzrost sprzedaży usług chmurowych na polskim rynku (5-krotny wzrost rok do roku) oraz najbardziej dynamiczny wzrost sprzedaży rozwiązań online w modelu Indirect Cloud Solution Provider. W październiku tego roku spółka AB została również uhonorowana przez magazyn Reseller News podwójnym tytułem Złoty AS IT – w kategorii Dystrybutor oraz Wydarzenie roku (otwarcie Centrum Dystrybucyjnego Grupy AB w Magnicach).
Spółka AB honorowana jest także przez producentów: Hewlett Packard Enterprise – nagroda dla AB za „Największą liczbę aktywnych partnerów w 2015 roku”; HP oraz HP Inc – Dystrybutor Roku (czwarty rok z rzędu).
AB SA otrzymała także tytuł „Odpowiedzialny Pracodawca – Lider HR 2015” oraz wyróżnienie HR Najwyższej Jakości, przyznane przez Polskie Stowarzyszenie Zarządzania Kadrami.